# Karel Štěpánek
Karel Štěpánek, auch: Karl Stepanek (* 29. Oktober 1899 in Brünn, Österreich-Ungarn; † 5. Januar 1981 in Los Angeles) war ein tschechischer Schauspieler.

## Leben
Karel Štěpánek war ein Sohn des František Štěpánek und der Marie Dworzak. Nach seiner Ausbildung zum Sänger und Schauspieler begann er seine Theaterkarriere 1920 in Brünn. Mit Beginn der Saison 1921/22 wurde er von Rudolf Beer (1885–1938) als Karl Stepanek an das  Wiener Raimundtheater engagiert, von wo er bereits ein Jahr später an die Grazer Oper verpflichtet wurde. Nach seinem Abschied von den Grazer Bühnen (8. Juli 1924: Katja, die Tänzerin von Jean Gilbert) trat bei Tourneen auf, bis er 1927 nach Berlin kam.
Hier spielte er an der Komischen Oper, am Deutschen Volkstheater, am Kabarett der Komiker und am Metropol-Theater. Zu dieser Zeit kam er auch zu seinen ersten Filmrollen. Er war damals ein meist wenig auffallender Nebendarsteller, der auch während der NS-Herrschaft regelmäßig beim deutschen Film eingesetzt wurde.
Erst 1939 setzte er sich nach Italien und von dort 1940 nach Großbritannien ab. Hier arbeitete er für die BBC als politischer Kommentator von Propagandasendungen in tschechischer und deutscher Sprache. Auf der Bühne hatte er hier in Franz Werfels Jakobowski und der Oberst Erfolg. Mit diesem Stück trat er 1945 auch in New York auf, wo er schon 1941 mit Close Quarters und 1943 mit The Moon is Down zu sehen war.
Beim britischen Film erhielt Stepanek ab 1942 immer wieder wichtige Rollen in Kriegs- und Spionagedramen, in denen er bevorzugt als verblendeter, arroganter Nationalsozialist eingesetzt wurde. Auch als Admiral Günther Lütjens in Die letzte Fahrt der Bismarck und als kommunistischer Agent und Wissenschaftler in anderen Filmen behielt er sein Negativ-Image.

## Filmografie (Auswahl)
- 1931: Berlin – Alexanderplatz
- 1932: Hallo Hallo! Hier spricht Berlin! (Allo Berlin? Ici Paris!)
- 1932: Fünf von der Jazzband
- 1932: Spione im Savoy-Hotel
- 1933: Ein Lied für Dich
- 1933: Walzerkrieg
- 1934: Hermine und die sieben Aufrechten
- 1935: Der Außenseiter
- 1935: Die Werft zum grauen Hecht
- 1936: Potpourri
- 1936: Stärker als Paragraphen
- 1936: Die Unbekannte
- 1937: Die Fledermaus
- 1938: Es leuchten die Sterne
- 1938: Narren im Schnee
- 1938: War es der im 3. Stock?
- 1939: Das Abenteuer geht weiter
- 1939: Drei Väter um Anna
- 1939: Die kluge Schwiegermutter
- 1939: Der Florentiner Hut
- 1939: Hotel Sacher
- 1939: Das Stilett
- 1940: Alles Schwindel
- 1943: Spionagering M (They Met in the Dark)
- 1946: Das gefangene Herz (The Captive Heart)
- 1948: Kleines Herz in Not (The Fallen Idol)
- 1949: Haus der Sehnsucht (Give Us This Day)
- 1949: Der dritte Mann (The Third Man)
- 1949: Verschwörer (Conspirator)
- 1950: Achtung! Kairo… Opiumschmuggler (Cairo Road)
- 1950: Staatsgeheimnis (State Secret)
- 1951: Die Reise ins Ungewisse (No Highway)
- 1952: Affäre in Trinidad (Affair in Trinidad)
- 1952: Walk East on Beacon!
- 1953: Es begann in Moskau (Never Let Me Go)
- 1953: Die Stadt unter dem Meer (City Beneath the Sea)
- 1955: Kennwort: Berlin-Tempelhof (A Prize of Gold)
- 1955: Himmelfahrtskommando (The Cockleshell Heroes)
- 1956: Anastasia
- 1957: Der Mann, der sich selbst verlor (The Man in the Road)
- 1957: The Traitor
- 1959: Operation Amsterdam
- 1959: Wernher von Braun – Ich greife nach den Sternen
- 1960: Schachnovelle
- 1960: Die letzte Fahrt der Bismarck (Sink the Bismarck!)
- 1962: 90 Minuten nach Mitternacht
- 1963: Das Kriminalmuseum – Die Nadel (Fernsehserie)
- 1965: Kennwort „Schweres Wasser“ (The Heroes of Telemark)
- 1965: Geheimaktion Crossbow (Operation Crossbow)
- 1966: Sperrbezirk
- 1967: Der Mörderclub von Brooklyn
- 1969: Bevor der Winter kommt (Before Winter Comes)
- 1969: Die Spur führt nach Soho (The File of the Golden Goose)